# Trolejbusy w Poznaniu

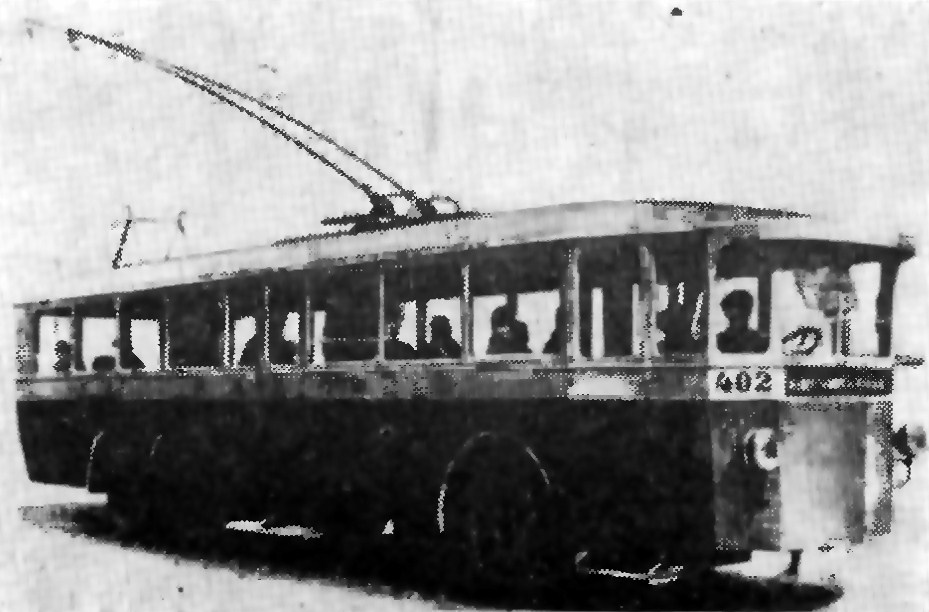
Trolejbus o numerze bocznym 402 zbudowany w Poznaniu na podwoziu angielskim

Trolejbusy w Poznaniu – pierwsza w Polsce sieć linii trolejbusowych w Poznaniu powstała w 1930 i funkcjonowała do 1970.

## Historia

### Początki
Pierwsza linia trolejbusowa w Poznaniu została uruchomiona 12 lutego 1930 o godz. 11. Poświęcenia dokonał ks. Antoni Chilomer, a na uroczystość otwarcia przybyli urzędnicy wojewódzcy i miejscy. Trolejbusy jeździły trasą: Rynek Śródecki – ul. Bydgoska – ul. Zawady – ul. Wiejska. Linia obsługiwana była trolejbusami z Anglii (1 pojazd o pojemności 30 pasażerów i 2 podwozia na których zbudowano pojazdy o 60 miejscach) zasilanymi napięciem 550 V. Ówczesne trolejbusy nazywane były „biednymi tramwajami” (ze względu na brak szyn).
W latach 1933–1934 w warsztatach na terenie zajezdni tramwajowej przy Gajowej, na podstawie 40-miejscowych autobusów Renault, zbudowano dwa kolejne trolejbusy wykorzystując aparaturę elektryczną z wagonów tramwajowych.

### II wojna światowa
W latach 1939–1944 powstały dwie kolejne linie: Rynek Śródecki – os. Warszawskie (ukończona przez Niemców 6 września 1941 do ul. Kostrzyńskiej) oraz w zachodniej części miasta, do wojskowego lotniska w Ławicy. W 1943 władze niemieckie sprowadziły z Kijowa sześć trolejbusów JaTB-2, do ruchu udało się włączyć trzy lub cztery.
Okupant niemiecki wprowadził specjalny system korzystania z pojazdów przez pasażerów narodowości polskiej. Musieli oni czekać przed pojazdem, a wsiadać mogli dopiero tuż przed odjazdem, gdy Niemcy zajęli już miejsca siedzące. Nie wolno było siadać obok Niemca i rozmawiać w języku polskim. Polacy mieli też obowiązek ustępowania miejsc siedzących Niemcom. W godzinach 7.15-8.15 Polacy w ogóle nie mogli korzystać z trolejbusów, gdyż wówczas niemiecka młodzież jeździła do szkół w centrum, a gospodynie domowe na targi.
Podczas walk II wojny światowej w Poznaniu tabor uległ uszkodzeniu. 21 stycznia 1945 wstrzymane zostały przewozy komunikacją miejską, a trolejbusy zostały zgromadzone na Rynku Śródeckim i przy Ogrodzie Botanicznym.

### Okres powojenny
Po wojnie kursowanie trolejbusów na wszystkich trzech liniach przywracano stopniowo od 1 marca 1946 (linia Ogród Botaniczny – Sytkowo) do 25 sierpnia 1947 (ul. Główna). Pod koniec lat 40. funkcjonowały już 4 linie:
- Z: ul. Mostowa – Zawady
- W: ul. Mostowa – Osiedle Warszawskie (1 maja 1951 przedłużona do Antoninka)
- U: Ogrody – Smochowice[12] (od 1 marca 1946 do Sytkowa, następnie linia przedłużana)
- T: Dworzec Poznań Garbary – Naramowice (od 20 maja 1949)

W marcu 1950 uruchomiona została kolejna linia:
- S: ul. Pułaskiego – ul. Umultowska[13] (1 stycznia 1951 przedłużona do pl. Młodej Gwardii[14], w 1954 skrócona do trasy Pułaskiego – Wilczak/Naramowicka)

Linie trolejbusowe były oznaczane literami alfabetu od Z (w odwrotnej kolejności), w przeciwieństwie do linii autobusowych oznaczanych od A.
3 lutego 1952 trolejbus jadący Mostem Cybińskim wpadł w poślizg i stoczył się do zamarzniętej rzeki. Śmierć poniosło sześć osób, a kilkanaście innych zostało rannych.
W lutym 1954, po zmianie numeracji linii, po Poznaniu jeździło 6 linii:
- 101: ul. Mostowa – Zawady (dawna linia Z)
- 102: ul. Mostowa – Antoninek (dawna linia W)
- 103: Ogrody – Smochowice (dawna linia U)
- 104: Dworzec Poznań Garbary – Naramowice (dawna linia T)
- 105: ul. Pułaskiego – ul. Wilczak (dawna linia S, skrócona)
- 106: Dworzec Poznań Garbary – ul. Umultowska (połączenie części dawnych linii T i S)

### Okres stopniowej likwidacji
Wkrótce linię 102 skrócono do Osiedla Warszawskiego, a na trasie ul. Mostowa – Antoninek uruchomiono linię 107. W 1959 linie kursujące od ul. Mostowej skrócono do Rynku Śródeckiego ze względu na zbyt duże obciążenie tymczasowych mostów. W 1957 zlikwidowano linię 105, którą zastąpiły tramwaje kursujące ulicą Winogrady do nowo wybudowanej pętli Wilczak. Od roku 1966 rozpoczęło się stopniowe zastępowanie trolejbusów autobusami. W 1969 roku kursowały już tylko dwie linie, 103 Ogród Botaniczny – Smochowice i 104 Garbary – Naramowice.
29 marca 1970 zlikwidowano ostatnią działającą jeszcze w Poznaniu linię 103. Przez większość czasu istnienia trolejbusów w Poznaniu linie nie były ze sobą połączone, tworząc trzy niezależne od siebie sieci. Pojazdy poza siecią były holowane przez pogotowie techniczne.

## Statystyki
| Liczba trolejbusów Źródło: Jerzy Marchwicki, Edmund Nadolski: 100 lat komunikacji miejskiej w: Kronika Miasta Poznania nr 4/1979 | Liczba pasażerów (w tys.) Źródło: Jerzy Marchwicki, Edmund Nadolski: 100 lat komunikacji miejskiej w: Kronika Miasta Poznania nr 4/1979 |

## Pozostałości
Pozostałością po zlikwidowanej sieci są słupy, niegdyś podtrzymujące przewody trakcyjne. Jeden z nich stoi przy ulicy Głównej. Jego elementy są połączone nitami. Pochodzi z 1941 roku, kiedy to okupant niemiecki otworzył linię z Katedry na Osiedle Warszawskie(52°25′19,49″N 16°58′30,49″E/52,422081 16,975136).
Drugi z nich stoi przy ulicy Szelągowskiej, wyremontowany został w 2021 roku przy okazji budowy trasy tramwajowej na Naramowice.

## Przyszłość komunikacji trolejbusowej w Poznaniu
W listopadzie 2012 roku miejscy urzędnicy zaprezentowali pomysł poprowadzenia linii trolejbusowej na Naramowice zamiast tramwaju. Oznaczałoby to reaktywację tego środka transportu w Poznaniu. Pomysł został jednak przyjęty chłodno, nie ma bowiem możliwości połączenia sieci trolejbusowej z istniejącą tramwajową i konieczna byłaby budowa specjalnego zaplecza technicznego dla niewielkiej liczby trolejbusów.